# Нуте-Урстромтал
Нуте-Урстромтал (њем. Nuthe-Urstromtal) општина је у њемачкој савезној држави Бранденбург. Једно је од 16 општинских средишта округа Телтов-Флеминг. Према процјени из 2010. у општини је живјело 6.954 становника. Посједује регионалну шифру (AGS) 12072312.

## Географски и демографски подаци
Нуте-Урстромтал се налази у савезној држави Бранденбург у округу Телтов-Флеминг. Општина се налази на надморској висини од 42 метра. Површина општине износи 337,7 km². У самом мјесту је, према процјени из 2010. године, живјело 6.954 становника. Просјечна густина становништва износи 21 становника/km².